# Konstanty Kazimierz Piwnicki
Konstanty Kazimierz Piwnicki herbu Lubicz odmienny (zm. przed 7 czerwca 1691) – wicwewojewoda chełmiński w latach 1689–1691, pisarz grodzki chełmiński w latach 1680–1689.
Poseł sejmiku kowalewskiego na sejm 1677 roku, sejm 1681 roku, sejm 1685 roku, sejm nadzwyczajny 1688/1689 roku, sejm 1690 roku.